# Malang Diedhiou
Malang Diedhiou (født 30. april 1973) er en senegalesisk fodbolddommer, der har virket som FIFA-dommer siden 2008. Han har bl.a. dømt kampe ved Africa Cup of Nations 2015, ved OL-fodboldturneringen i Brasilien 2016 og ved 2017 Africa Cup of Nations, ligesom han var videodommerassistent ved Confederations Cup 2017. Diedhiou var dommer ved VM for klubhold i 2017, og han er ligeledes med ved VM i Rusland 2018.